# Neuland
Neuland, en baix alemany Neeland, és un barri del districte d'Harburg al sud de l'estat d'Hamburg a Alemanya. A la fi de 2011 tenia 1260 habitants a una superfície de 8,05 km².

## Història
Existia un assentament des de l'alta edat mitjana a una illa fluvial o werder en baix alemany «Lewenswerder». El seu nom «Neuland» o «terra nova» prové de l'origen del poble al segle xiii. El 1296, el duc Otó II de Ducat de Brunsvic-Lüneburg va voler poblar la zona a l'est d'Harburg, qui després de la construcció dels dics de l'Elba meridional quedava una zona pantanosa. Per atreure colons a terra poc hospitalari, el duc va acordar drets excepcionals per a l'època: un impost molt més baix que als voltants, carta de franquesa de l'aranzel sobre l'explotació del bosc i de la pastura i una jurisdicció llibre. Després d'un any de residència, obtingueren la llibertat personal. Es van crear 27 parcel·les dels quals 26 van ser atorgats i la 27a va ser «Terra de tothom» del qual cada pagès tenia una part. La comunitat, nomenat «Comunió de Neuland» existeix encara avui. Cada any, a la candelera la comunió es reuneix per un sopar al qual els comptes s'aproven i es decideix de la utilització del lucre.

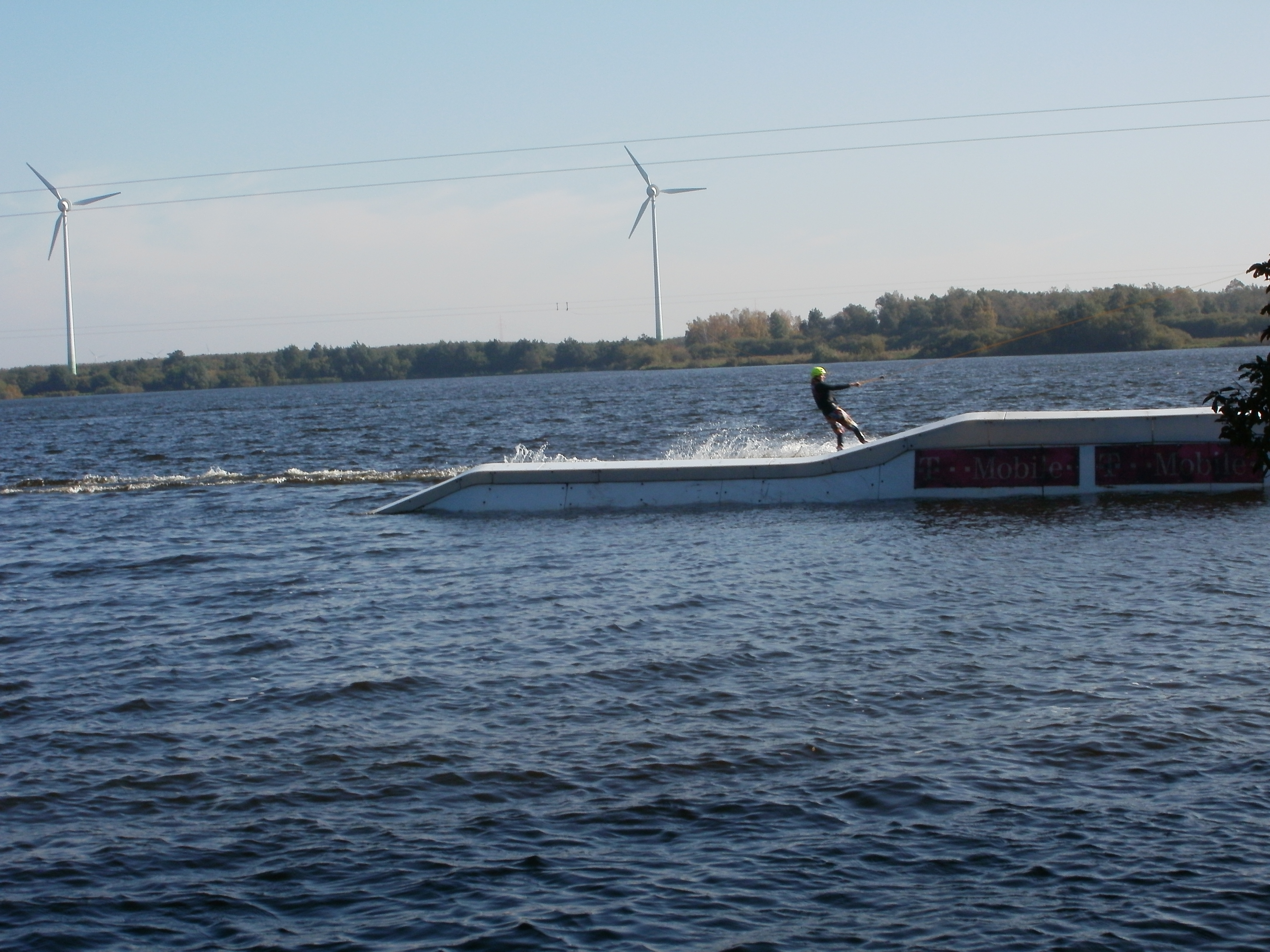
El llac de Neuland

El colons van canalitzar dos priels, l'actual Neuländer Deichwettern i Fünfhausener-Landweg-Wettern que travessen el poble d'est a oest i excavar una sèrie innombrable de weterings transverses rectíssims que fins avui caracteritzen el paisatge. A l'aiguabarreig del Moorwettern i del Neuländer Deichwettern es troba la resclosa de desguàs principal vers el Diamantgraben i l'Elba. Tot els propietaris han d'afiliar-se a l'Associació de la resclosa de Neuland i tenen l'obligació de mantenir oberts els recs i canals que toquen la seva propietat. El guarda de resclosa té la responsabilitat de reglar la resclosa principal i les rescloses segundàries, per tal de garantir un drenatge optimal.

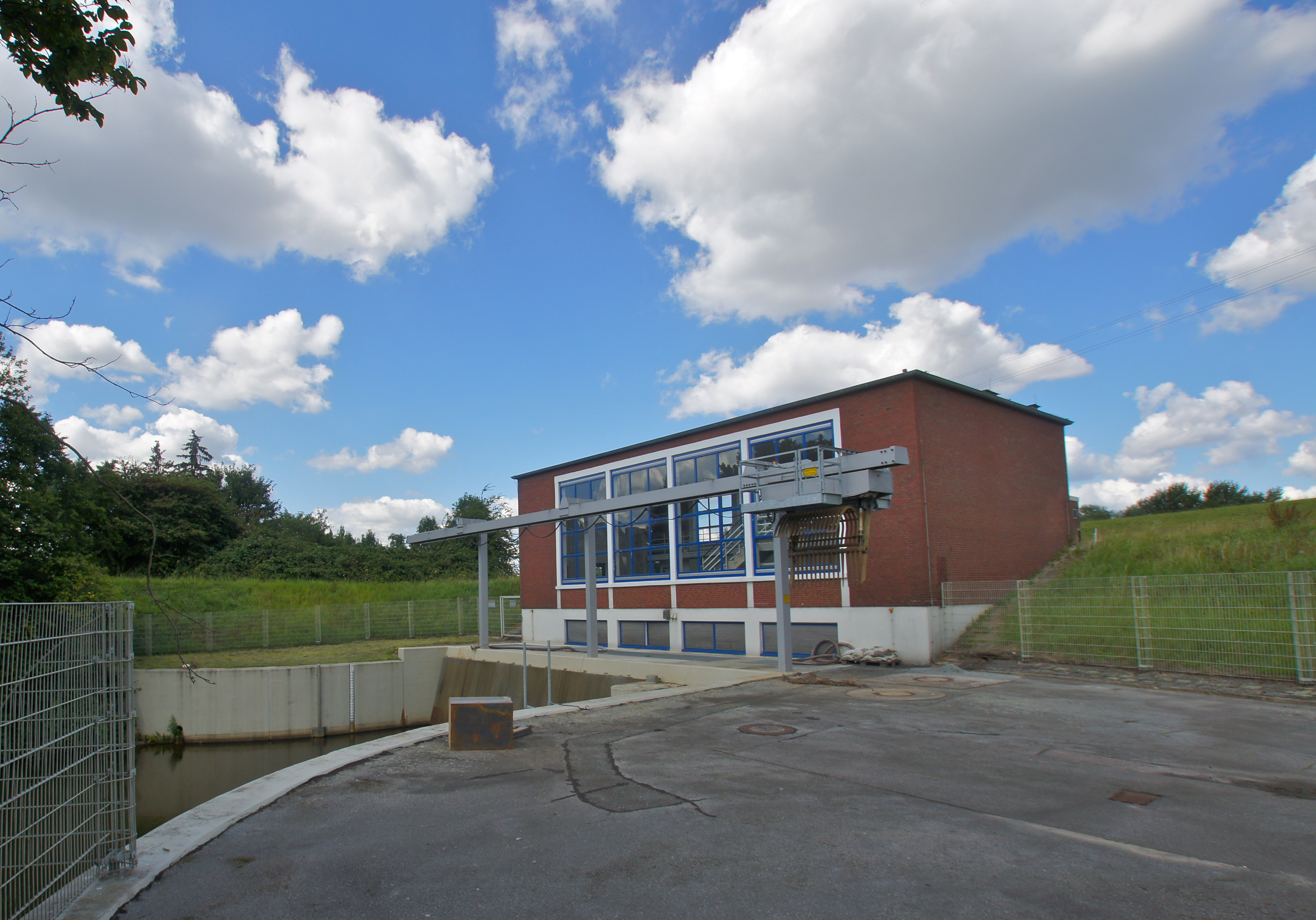
La resclosa de desguàs principal

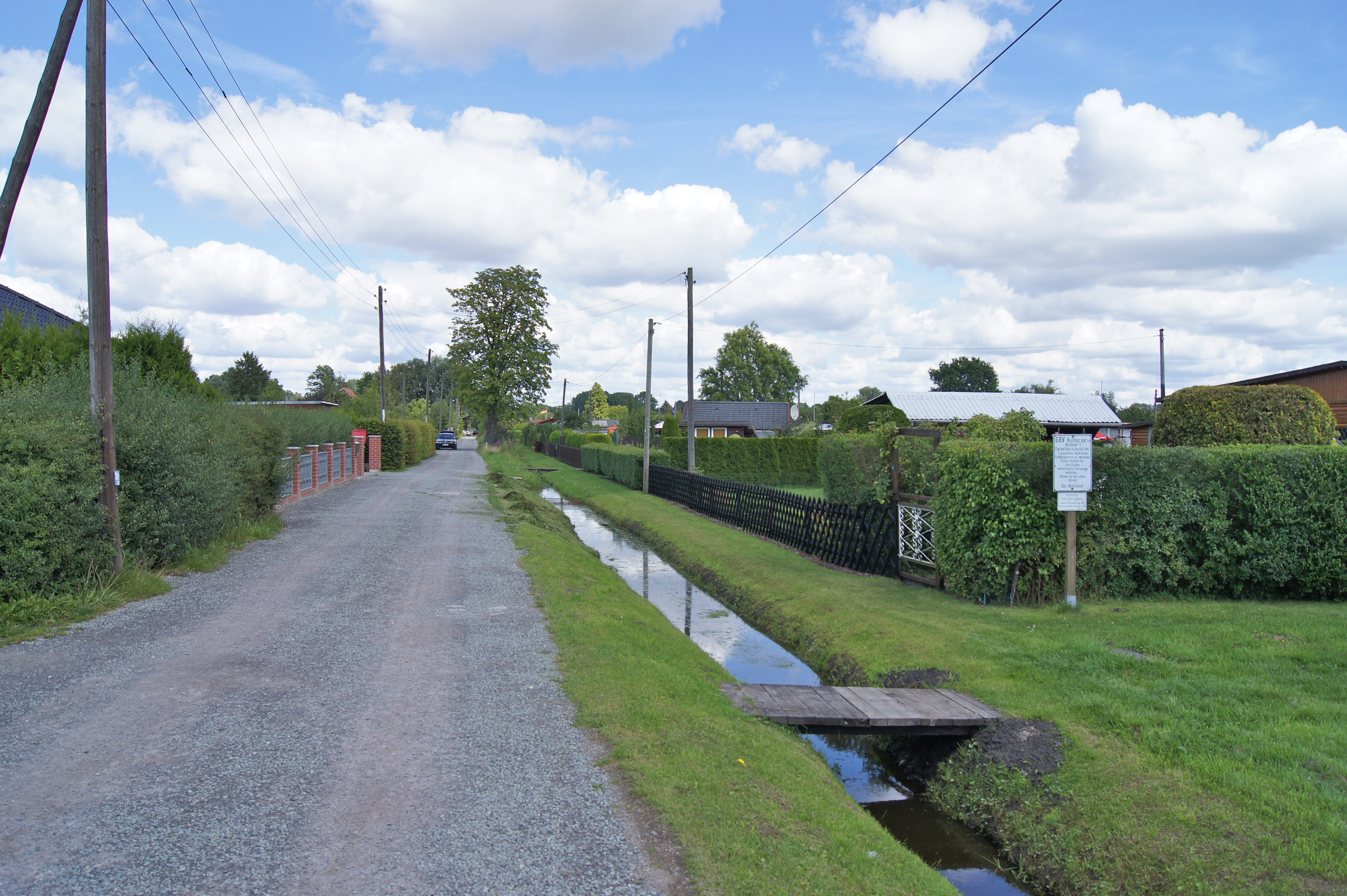
Cases, wettern i hortets al carrer Wendtsweg

Fins que el 1814 a les guerres napoleòniques totes les cases van ser destruïdes, el poble rural va seguir la història del seu ducat, sense grans esdeveniments tret dels aigües altes recurrents. Al nucli de Fünfhausen (= cinc cases) es troben encara unes cases típiqiues, construïdes a una mota, per quedar damunt l'aigua en cas de catàstrofe. Vers 1900 la franja occidental entre el canal del Seeve i la frontera actual va ser transferida a l'aleshores ciutat independent d'Harburg. El 1937, després de la llei de l'àrea metropolitana d'Hamburg Harburg i Neuland s'integraren a la ciutat d'Hamburg. La part a l'oest de l'autopista E22 va conèixer una cert urbanització per la creació d'un polígon industrial, uns carrers i sobretot un llarg barri d'hortets amb cabanyes sense residents permanents.
Al mig del poble es troba un llac artificial, result d'una pedrera de grava per a una fàbrica de formigó Neuland Beton. Quan l'explotació industrial va terminar-se, després d'uns anys d'abandó vers la fi del segle XX el llac va esdevenir un centre ecològic i de sports aquàtics amb una remuntador horitzontal que treu els esquiadors sobre el llac. A la vora es va recrear una zona pantanosa que ha d'augmentar la biodiversitat. També va reorganitzar-se la xarxa de desguàs de l'illa per tal d'evitar que l'aigua de les explotacions agrícoles dels afores continua eutrofitzant el llac.

## Avui
Tot i avui, queda un terra difícil per urbanitzar, on caldrien fer fonaments profunds i onerosos. La part occidental, prop d'Harburg, va parcel·lar se en hortets amb construccions lleugeres, sense autorització de residència permanent i uns pocs carrers amb cases fixes.

## Llocs d'interès
- El llac Neuländer See i el seu remuntador horitzontal
- L'illa Pioniersinsel (Illa dels Pioners) i el restaurant «Inselklausel»
- Els senders per a vianants lents al llarg dels wetterns i dels dics
- Les reserves naturals Schweenssand i Aiguamolls de Neuland
- La marina del Neuländer Yachtclub

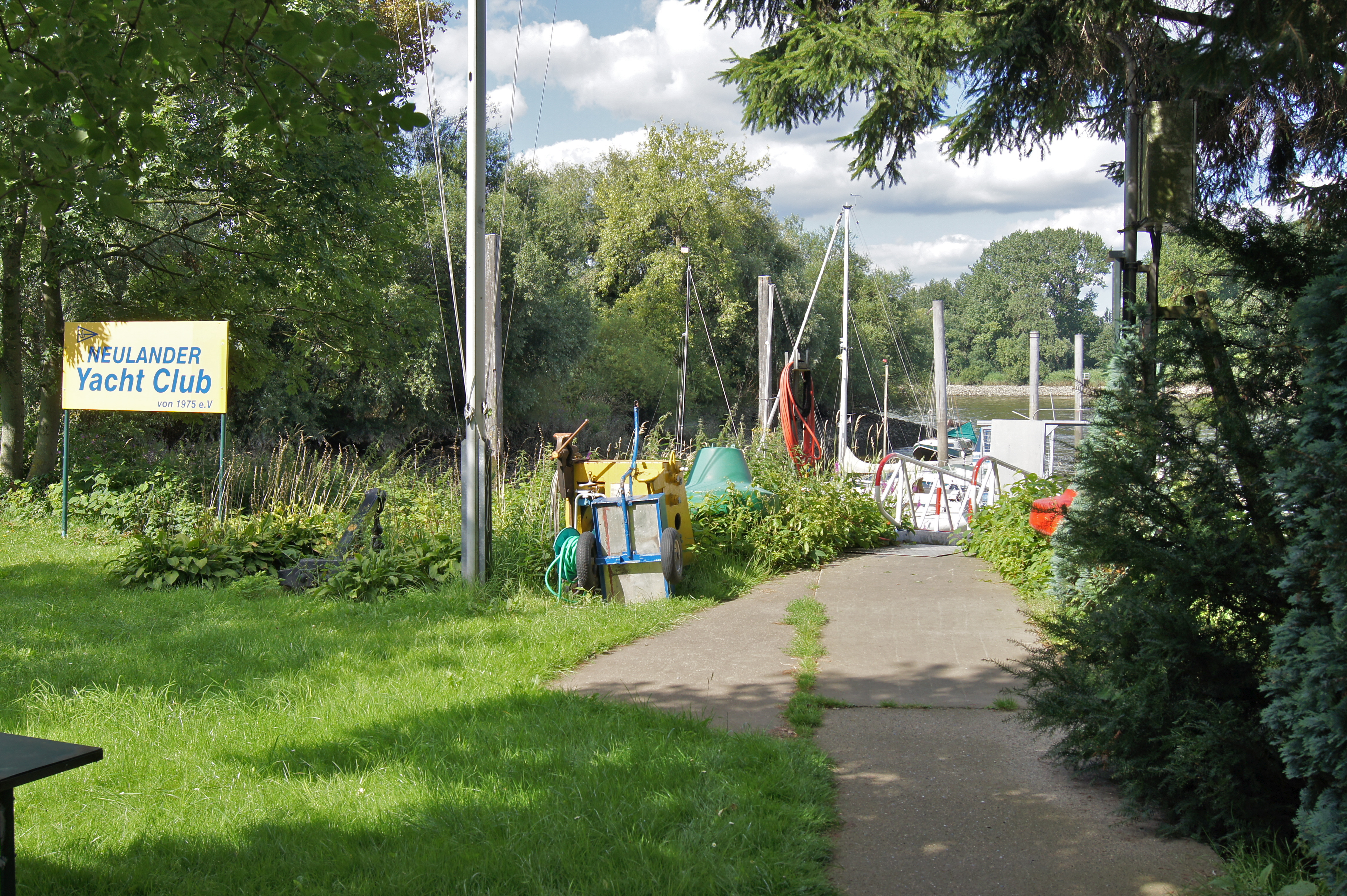
La marina
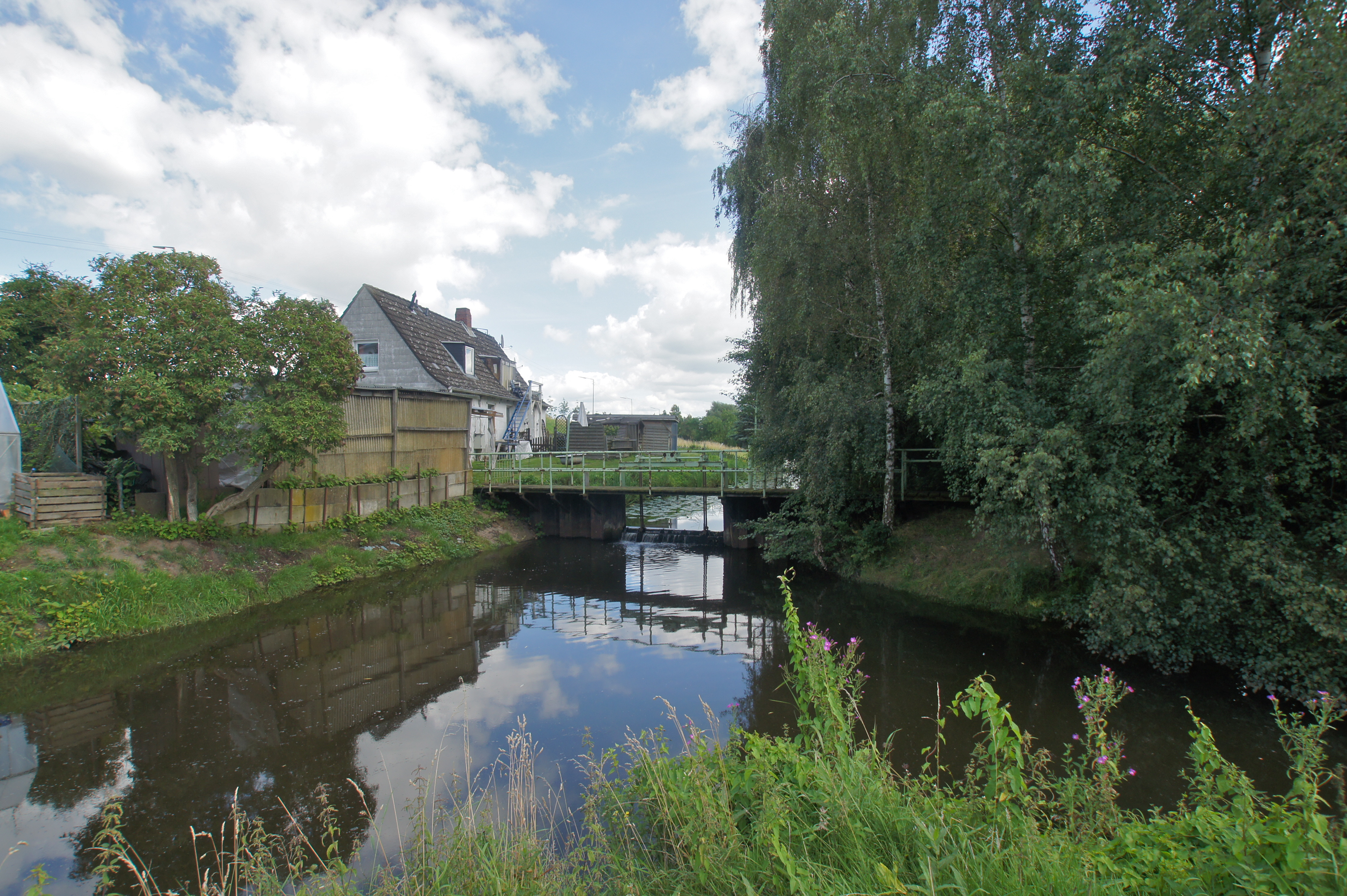
Resclosa de desguàs segundària
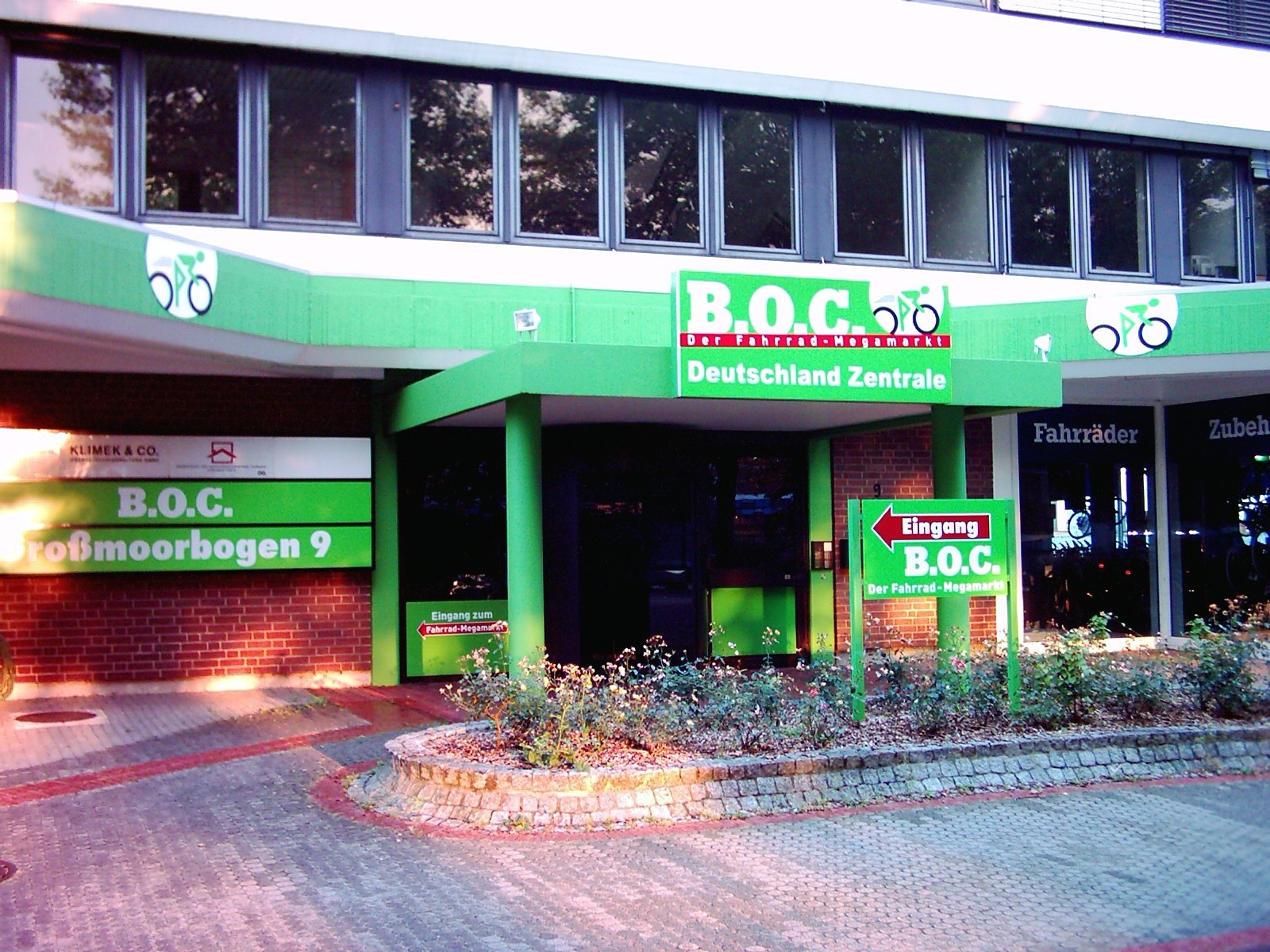
Despatxos al Großmoorgraben
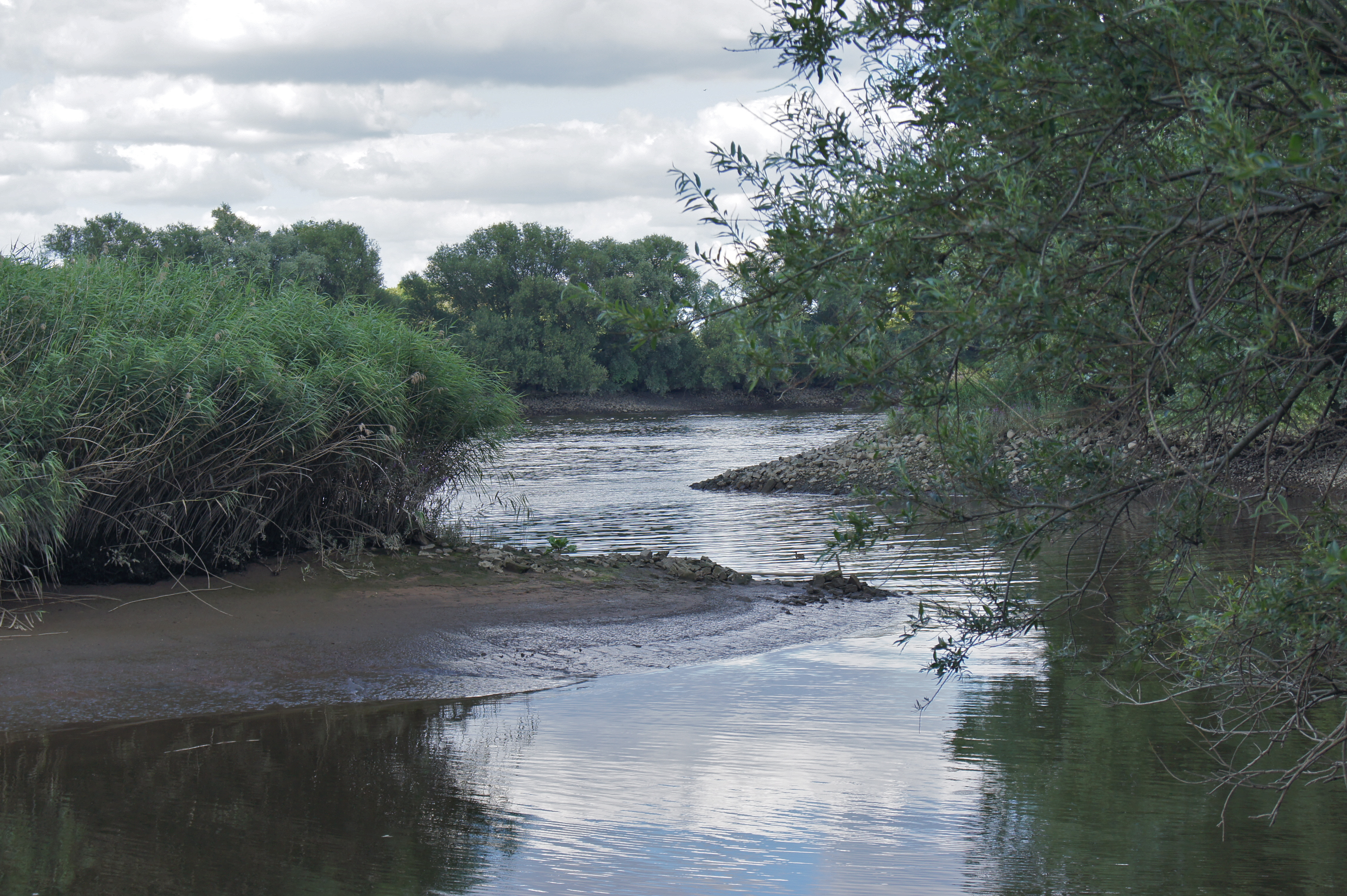
Priel a la reserva natural Schweenssand
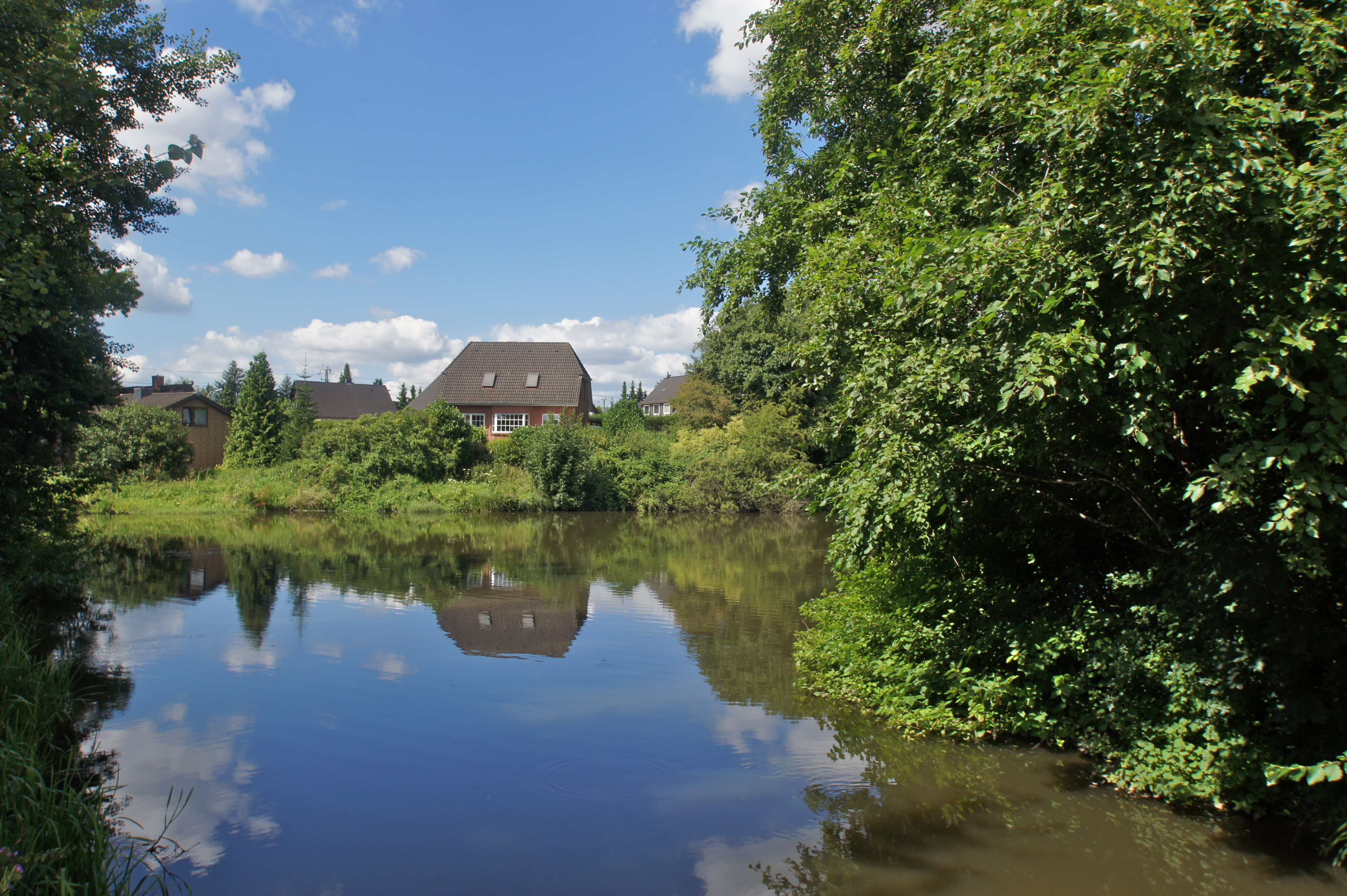
Vil·les al Brack